# Веслування на байдарках і каное на Європейських іграх 2023 — каное-одиночки, 500 метрів (жінки)
Змагання з веслування на каное-одиночках на дистанції 500 м серед жінок на Європейських іграх 2023 відбулися 24 червня 2023 року. Участь взяли 8 спортсменок з 8 країн.

## Призери
| Золото                | Срібло                | Бронза              |
| Людмила Лузан Україна | Марія Корбера Іспанія | Агнес Кісс Угорщина |

## Розклад
| Заїзд | Дата      | Час   |
| ----- | --------- | ----- |
| Фінал | 24 червня | 13:48 |

## Результати

### Фінал[1]
| Місце | Доріжка | Каноїстка           | Країна    | Час      | Примітки |
| ----- | ------- | ------------------- | --------- | -------- | -------- |
| 1     | 4       | Людмила Лузан       | Україна   | 2:02.920 |          |
| 2     | 5       | Марія Корбера       | Іспанія   | 2:03.990 |          |
| 3     | 3       | Агнес Кісс          | Угорщина  | 2:04.576 |          |
| 4     | 7       | Марія Оларасу       | Молдова   | 2:08.700 |          |
| 5     | 6       | Ванеса Тот          | Хорватія  | 2:09.144 |          |
| 6     | 2       | Анніка Лоске        | Німеччина | 2:09.582 |          |
| 7     | 8       | Мартіна Малікова    | Чехія     | 2:11.258 |          |
| 8     | 1       | Міріам Кердікашвілі | Грузія    | 2:13.916 |          |